# Жакмар (остров)
Жакмар (англ. Jacquemart Island) — необитаемый островок, расположенный в километре от основного острова архипелага Кэмпбелл (Новая Зеландия). Является крайней южной точкой Новой Зеландии (52°37′11″ ю. ш. 169°07′35″ в. д.). Фактически представляет собой кекур.

## Описание
Остров имеет условно прямоугольную форму, вытянут с юго-запада на северо-восток на 600 метров, с северо-запада на юго-восток его ширина не превышает 430 метров, площадь составляет 0,19 км², высшая точка находится на отметке 200 метров над уровнем моря. В связи с тем, что со всех сторон остров обрывается в море отвесными скалами, высадиться на него с моря невозможно. Впервые нога человека ступила на Жакмар лишь 29 декабря 1980 года, когда несколько учёных приземлились на него на вертолёте, чтобы провести на острове полуторачасовое первичное исследование. В дальнейшем учёные также кратковременно посещали Жакмар в 1984 и 1997 годах.
Остров назван в честь французского капитана судна Vire Ж. Жакмара, который в 1874 году возглавил астрономическую экспедицию в этот регион, чтобы учёные Французской академии наук смогли наблюдать за прохождением Венеры по диску Солнца в максимально благоприятных условиях.

## Флора и фауна
Остров покрыт так называемыми кочковатыми лугами на торфяном основании. Присутствуют лишайники и подушкообразные растения.
Остров считается организацией BirdLife International так называемой Ключевой орнитологической территорией: здесь в заметном количестве гнездятся птицы видов серый буревестник, северный гигантский буревестник, сероспинная качурка, светлоспинный дымчатый альбатрос, антарктический поморник, Leucocarbo campbelli. Реже встречаются птицы видов обыкновенный нырковый буревестник, капский голубок, австралазийский конёк, обыкновенный скворец, кэмпбельский чирок, кэмпбельский бекас. Последняя птица является подвидом вида субантарктический бекас. Популяция кэмпбельского бекаса (открыт в 1997 году, описан в 2010 году), исторически населявшего остров Кэмпбелл, была уничтожена интродуцированными сюда крысами, которые поедали яйца этой птицы, поэтому лишь на маленьком Жакмаре осталась их небольшое количество. В 2001 году дератизация Кэмпбелла была полностью успешно завершена, поэтому кэмпбельский бекас постепенно стал возвращаться на «родной» остров: в 2005 году небольшая колония этой птицы была обнаружена в южной части острова Кэмпбелл, прямо напротив острова Жакмар.